# 希維斯塔 (加利福尼亞州)
希維斯塔（英語：Hi Vista）是位於美國加利福尼亞州洛杉磯縣的一個非建制地區。該地的面積和人口皆未知。

## 地理
希維斯塔的座標為34°44′06″N 117°46′38″W / 34.73500°N 117.77722°W，而該地的平均海拔高度為933米（即3061英尺）。